# USS LST-832
O USS LST-832 foi um navio de guerra norte-americano da classe LST que operou durante a Segunda Guerra Mundial.